# Jenny Longuet
Jenny Caroline Marx Longuet (11 de mayo de 1844 - 11 de enero de 1883) fue la hija mayor de Jenny von Westphalen y de Karl Marx.
Conocida como «Jennychen» en el círculo de los Marx, Jenny Longuet, la hija mayor de este, fue una militante socialista. Escribió para la prensa socialista en Francia en la década de 1860, sobre todo denunciando el trato británico a los revolucionarios fenianos irlandeses.
Contrajo matrimonio con Charles Longuet, veterano de la Comuna de París, el 2 de octubre de 1872. Juntos tuvieron cinco hijos varones y una mujer.
Jenny Longuet murió en Argenteuil, en las cercanías de París, el 11 de enero de 1883, a la edad de treinta y ocho años, probablemente de cáncer de vejiga, enfermedad que sufría desde hacía tiempo.

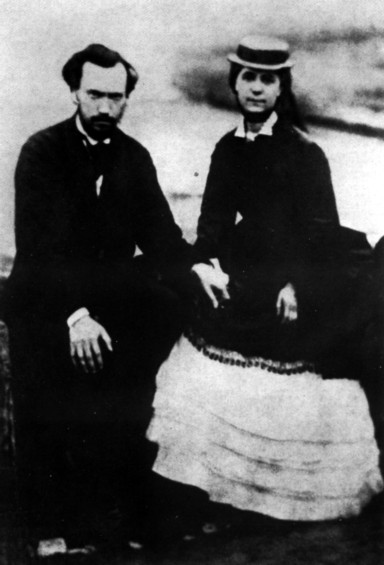
Charles y Jenny Longuet en la década de 1870.